# استان سانداون
استان سپیک غربی که از آن با نام استان سانداون نیز یاد می‌شود در منتهی‌الیه شمال غرب کشور پاپوآ گینه نو قرار گرفته است. مرکز استان وانیمو است.

## تقسیمات
این استان از ۴ منطقه تشکیل شده‌است و این منطقه‌ها در مجموع دارای ۱۷ فرمانداری محلی هستند. لازم به ذکر است که هر فرمانداری محلی، در زمان آمار گیری به چند بخش تقسیم می‌شود.
| منطقه                | مرکز منطقه | نام فرمانداری محلی                        |
| -------------------- | ---------- | ----------------------------------------- |
| منطقه آئیتاپه-لومی   | آئیتاپه    | فرمانداری محلی روستایی آئیتاپه شرقی       |
| منطقه آئیتاپه-لومی   | آئیتاپه    | فرمانداری محلی روستایی واپئی شرقی         |
| منطقه آئیتاپه-لومی   | آئیتاپه    | فرمانداری محلی روستایی آئیتاپه غربی       |
| منطقه آئیتاپه-لومی   | آئیتاپه    | فرمانداری محلی روستایی واپئی غربی         |
| منطقه نوکو           | نوکو       | فرمانداری محلی روستایی نوکو               |
| منطقه نوکو           | نوکو       | فرمانداری محلی روستایی پالائی             |
| منطقه نوکو           | نوکو       | فرمانداری محلی روستایی یانگکوک            |
| منطقه نوکو           | نوکو       | فرمانداری محلی روستایی مائیمائی وانوان    |
| منطقه تلفومین        | تلفومین    | فرمانداری محلی روستایی نامئا              |
| منطقه تلفومین        | تلفومین    | فرمانداری محلی روستایی اوکساپمین          |
| منطقه تلفومین        | تلفومین    | فرمانداری محلی روستایی تلفومین            |
| منطقه تلفومین        | تلفومین    | فرمانداری محلی روستایی یاپیسه             |
| منطقه وانیمو-رود سبز | وانیمو     | فرمانداری محلی روستایی آماناب             |
| منطقه وانیمو-رود سبز | وانیمو     | فرمانداری محلی روستایی بوانی-ووتونگ اونئی |
| منطقه وانیمو-رود سبز | وانیمو     | فرمانداری محلی روستایی رود سبز            |
| منطقه وانیمو-رود سبز | وانیمو     | فرمانداری محلی شهری وانیمو                |
| منطقه وانیمو-رود سبز | وانیمو     | فرمانداری محلی روستایی والسا              |